# Tamarín bělovousý
Tamarín bělovousý (Saguinus mystax) je druh opic, zástupce čeledi kosmanovitých (Callitrichidae) vyskytující se v Jižní Americe.
Žije v tropických deštných lesích centrální Amazonie, konkrétně na území severního Peru a západní Brazílie. Tvoří rodinné skupiny o čtyřech až jedenácti jedincích. Jejich součástí je jedna samice, která se rozmnožuje. Po březosti o délce 145 dní se zpravidla rodí dvě mláďata. O ta se následně stará zejména otec. Matka mláďata pouze kojí.
Živí se mízou, nektarem, plody a bezobratlými.
Včetně ocasu dosahuje délky až 61 cm. Váží přibližně půl kilogramu. Dokáží se pohybovat velmi rychle, přičemž většinu života tráví na větvích.

## Chov v zoo
Tamarín bělovousý je jednou z nejvzácněji chovaných drápkatých opic. V Evropě je k vidění jen v pěti zoo. Kromě německého Magdeburgu se jedná o čtyři české zoo:
- Zoo Jihlava (od 2015)
- Zoo Olomouc (od 2017)
- Zoo Praha (od 2008)
- Zoo Zlín (od 2017)

Svého času (před rokem 2015) byla Zoo Praha dokonce jednou ze dvou zoo v Evropě s tímto druhem.

### Chov v Zoo Praha
Chov v Zoo Praha započal roku 2008. Tehdy byla přivezena samice ze švýcarského Curychu. O čtyři později byl získán pár. Prvoodchov v historii českých zoo byl zaznamenán 17. 6. 2017. Ke konci roku 2018 byli chováni dva samci a jedna samice. Na konci roku 2019 byl chován pár.
Druh je k vidění v pavilonu goril v dolní části zoo.